# Аллахвердиев, Сулейман Ифхан оглы
Сулейман Ифхан оглы Аллахвердиев (род. 1 августа 1950, Чайкенд, Красносельский район) — российский и азербайджанский учёный-биохимик, физиолог растений, член-корреспондент РАН (2022).

## Биография
Родился 1 августа 1950 года в селе Чайкенд Красносельского района Армянской ССР.
Окончил физический факультет Азербайджанского государственного университета имени С. М. Кирова.
Тема кандидатской диссертации: «Фотовосстановление феофитина в реакционных центрах фотосистемы II в высших растениях и водорослях».
Тема докторской диссертации: «Функциональная организация и инактивация фотосистемы II».
Руководитель лаборатории управляемого фотобиосинтеза Института физиологии растений им. К. А. Тимирязева РАН (Москва); главный научный сотрудник Института фундаментальных проблем биологии РАН (Пущино); профессор кафедры физиологии растений МГУ; факультета биологической и медицинской физики МФТИ; приглашённый адъюнкт профессор Корейского научно-технического института, Дегу, Республика Корея.
Заведующий лабораторией «Бионанотехнология» Института молекулярной биологии и биотехнологий НАНА (Баку, Азербайджан).
В 2022 году — избран членом-корреспондентом РАН от Отделения биологических наук.

## Научная деятельность
Специалист в области физико-химической биологии.
Им изучены первичные механизмы, лежащие в основе функционирования электрон-транспортной цепи фотосистемы 2 (ФС-2), предложена энергетическая и кинетическая схемы переноса электронов при фотосинтезе с участием феофитина (промежуточного акцептора электрона ФС-2), кроме того им было установлено, что донорная часть фотосистемы 2 (кислород выделяющий каталитический центр) содержит 4 атома марганца. Эти научные открытия вошли во все учебники по физико-химической биологии, во всём мире. Также изучаются молекулярные механизмы приспособления фотосинтетического аппарата растений к неблагоприятным условиям окружающей среды с использованием методов физико-химической биологии, включая ДНК-микрочипы.
Им синтезированы и охарактеризованы сложные искусственные комплексы (более 55), имитирующие работу фотосистемы 2 и способные выделять молекулярный кислород из воды. В лаборатории, возглавляемой им, созданы и реально работают прототипы искусственных систем на основе компонентов природного фотосинтеза, преобразующих энергию солнечного света в электричество и молекулярный водород.
Научные интересы Аллахвердиева С. И. связаны с исследованием структуры и функций фотосистемы 2, водо-окисляющего комплекса, искусственного и природного фотосинтеза, фотообразования водорода, фотокаталитического превращения солнечной энергии в энергию других видов, а также механизмов передачи сигнала от растительных фоторецепторов и проблем стресс-физиологии. Аллахвердиев С. И. активно развивает новое перспективное научное направление в области нанобиотехнологий — создание систем искусственного фотосинтеза с использованием белковых структур с целью получения молекулярного водорода в качестве альтернативного источника энергии.
Автор более 450 статей и 9 книг, 7 авторских свидетельств и патентов.
Под его руководством защищено 8 кандидатских и 2 докторские диссертации.
Самый высокоцитируемый российский учёный в номинации «Биология» за 2016 год (рейтинг агентства Thomson Reuters (на основе данных Web of Science));
С 2016 г он входит в 1 % самых цитируемых учёных мира на основании рейтинга цитирования базы данных Web of Science.
Научно-организационная деятельность
- член Американского химического общества;
- член международного общества исследователей фотосинтеза;
- член Российского общества фотобиологов;
- член Общества физиологов растений России;
- член Российского общества биохимиков и молекулярных биологов;
- заместитель редактора журнала «International Journal of Hydrogen Energy» (Elsevier);
- заместитель редактора журнала «Photosynthesis Research» (Springer);
- заместитель редактора журнала «Heliyon» (Elsevier);
- заместитель редактора журнала «Functional Plant Biology» (CSIRO Publishing);
- заместитель редактора журнала «Photosynthetica» (Springer);
- заместитель редактора (Section Editor) журнала «BBA Bioenergetics» (Elsevier);
- член редколлегии 15 международных журналов.

## Награды
- Заслуженный деятель науки Российской Федерации (2022)[1]
- Лауреат международной премии «Глобальная Энергия» (2021) — за выдающийся вклад в развитие альтернативной энергетики, научные достижения в области проектирования систем искусственного фотосинтеза, цикл научных работ в области биоэнергетики и водородной энергетики
- Премия имени К. А. Тимирязева (2019) — за цикл работ «Фундаментальные основы создания фотосинтетических искусственных систем в интересах развития альтернативной энергетики»